# 梅原徳次
梅原 徳次（うめはら のりつぐ、1960年4月29日 - ） は、日本の機械工学者。名古屋大学未来社会創造機構ナノライフ研究所副研究所長、岐阜大学航空宇宙生産技術開発センター副センター長。元日本トライボロジー学会副会長。文部科学大臣表彰等受賞。

## 人物・経歴
1979年北海道札幌北高等学校卒業。1983年東北大学工学部機械工学科卒業。1985年東北大学大学院工学研究科機械工学専攻博士前期課程修了。1988年東北大学大学院工学研究科機械工学専攻博士後期課程修了、東北大学工学部機械工学科助手。1993年東北大学工学部機械電子工学科講師、オクラホマ州立大学機械航空工学科客員助教授。1995年東北大学工学部機械電子工学科助教授。2000年東京都立科学技術大学工学部機械システム工学科助教授。2002年名古屋工業大学工学部機械工学科教授。2004年名古屋大学大学院工学研究科教授。2005年鉄道総合技術研究所リサーチアドバイザー、産業技術総合研究所アドバイザー。2014年日本機械学会機素潤滑設計部門副部門長。2015年日本機械学会機素潤滑設計部門部門長。2016年名古屋大学大学院工学研究科副研究科長。2017年名古屋大学教育研究評議会評議員、名古屋大学総長補佐（研究・教育支援担当）。2017年名古屋大学全学技術センター技術部長。2018年名古屋大学未来社会創造機構ナノライフ研究所ものづくり研究部門長、日本トライボロジー学会副会長。2019年岐阜大学航空宇宙生産技術開発センター副センター長・特任教授。2020年日本学術振興会学術システム研究センター主任研究員、名古屋大学未来社会創造機構ナノライフ研究所副研究所長。

## 受賞
- 1991年 日本機械学会研究奨励賞[3]
- 1993年 機器研究会研究奨励賞[3]
- 1994年 F.W.Taylar Medal, CIRP[3]
- 1994年 LaRoux K. Gillespie Outstanding Young Manufacturing Award [3]
- 1997年 日本機械学会東北支部技術研究賞[3]
- 2006年 日本機械学会機素潤滑設計部門一般表彰（優秀講演）[3]
- 2009年 天田金属加工機械技術振興財団研究成果発表会優秀賞[3]
- 2010年 日本機械学会賞（論文）[4]
- 2013年 科学技術分野の文部科学大臣表彰（理解増進分野）[5]
- 2014年 日本機械学会機素潤滑設計部門（業績書）[4]
- 2017年 日本機械学会創立120周年表彰[4]
- 2018年 精密工学会東海支部支部賞[4]